# C/2013 A1
C/2013 A1 (Siding Spring) är en komet från Oorts kometmoln som upptäcktes 3 januari 2013 av Robert H. McNaught vid Siding Spring-observatoriet. Den 19 oktober 2014 passerade kometen planeten Mars på endast 140 000 km avstånd. Hastigheten vid passagen var ungefär 56 km/s.

## Spekulationer om kollision med Mars
Med ledning av fotografier från tiden före upptäckt (december 2012) och observationer i februari 2013 av Leonid Elenin beräknades att kometen skulle komma att passera så nära Mars  som 0,000276 AU (41 300 km). 
3 mars 2013 hittades foton vid Pan-STARRS-observatoriet från 4 oktober 2012, vilket gjorde att observationstiden kunde utökas till 148 dagar.
Vid upptäckten befann sig kometen 7,2 AU från solen i stjärnbilden Haren.
Kometen passerade mycket nära Mars den 19 oktober 2014. Det fanns till och med en liten möjlighet att den skulle kollidera med planeten. Med en observationstid på 148 dagar beräknades kometen passera på ett avstånd av 0,00035 AU (52 000 km) från planetens centrum. Osäkerheten i beräkningarna var så pass stora att kometen också kunde passera på ett avstånd av 0,0021 AU (310 000 km). 
Kometkärnans storlek beräknades vara mer än 3 km, men mindre än 50 km. Det senare skulle motsvara en kraft vid en kollision på 20 miljarder megaton TNT. Med Monte Carlo-metoden beräknades kollisionsrisken till 1/1250 eller 0,08 procent.

## Observationer vid passagen
Den 19 oktober 2014 var planeten Mars i Ormbärarens stjärnbild, 60 grader från solen. Mars och kometen kunde observeras från satelliten STEREO-A under passagen. Den amerikanska rymdfarkosten MAVEN som ska utforska Mars atmosfär kommer också just att ha anlänt till planeten och bidra till observationerna.
Dessutom finns samtidigt det svenska instrumentet ASPERA-3 ombord på den europeiska satelliten Mars Express på plats vid Mars för att göra mätningar.